# Megalognatha nigroaenea
Megalognatha nigroaenea es una especie de insecto coleóptero de la familia Chrysomelidae.
Fue descrita científicamente en 1926 por Laboissiere.